# 진형하
진형하(1907년 3월 11일~1985년 1월 3일)는 대한민국의 정치인이다. 제4·5·6대 국회의원을 지냈다.

## 역대 선거 결과
|  | 21.17% |

|  | 7.42% |

|  | 47.37% |

|  | 42.20% |

|  | 44.65% |

|  | 4.24% |